# Xiomara Castro
Iris Xiomara Castro Sarmiento, også kendt som Xiomara Castro de Zelaya (født 30. september 1959), er en honduransk politiker, der har været præsident for Honduras siden 27. januar 2022. Hun er landets første kvindelige præsident, såvel som den første præsident, der hverken er medlem af Honduras' Liberale Parti eller Honduras' Nationale Parti siden demokratiet blev genindført i 1982.
Castro har repræsenteret det venstreorienterede Libre ved parlamentsvalgene i 2013, 2017 og 2021, og stillede op som partiets præsidentkandidat til præsidentvalgene 2013 og 2021, og som vicepræsidentkandidat ved præsidentvalget i 2017 hvor Salvador Nasrallas var partiets præsidentkandidat. Castro er gift med Manuel Zelaya som var præsident fra 2006 til 2009 og var som Honduras' førstedame leder af bevægelsen, der modsatte sig kuppet i 2009 mod hendes mand. Castro blev valgt til præsident for Honduras ved præsidentvalget den 28. november 2021.